# Dírná
Dírná (deutsch Dirna) ist eine Gemeinde in der Tschechischen Republik. Sie befindet sich zehn Kilometer östlich der Stadt Soběslav.

## Geographie
Dírná liegt östlich des Hügels Třebějická Hůrka (500 m) im Tal des Direnský potok.
Nachbarorte sind Nová Ves im Norden, Vícemil im Nordosten, Červená Lhota und Jižná im Osten, Samosoly im Südosten, Višňová im Süden, Lžín im Südwesten, Závsí und Třebějice im Westen sowie Záříčí im Nordwesten.

## Geschichte

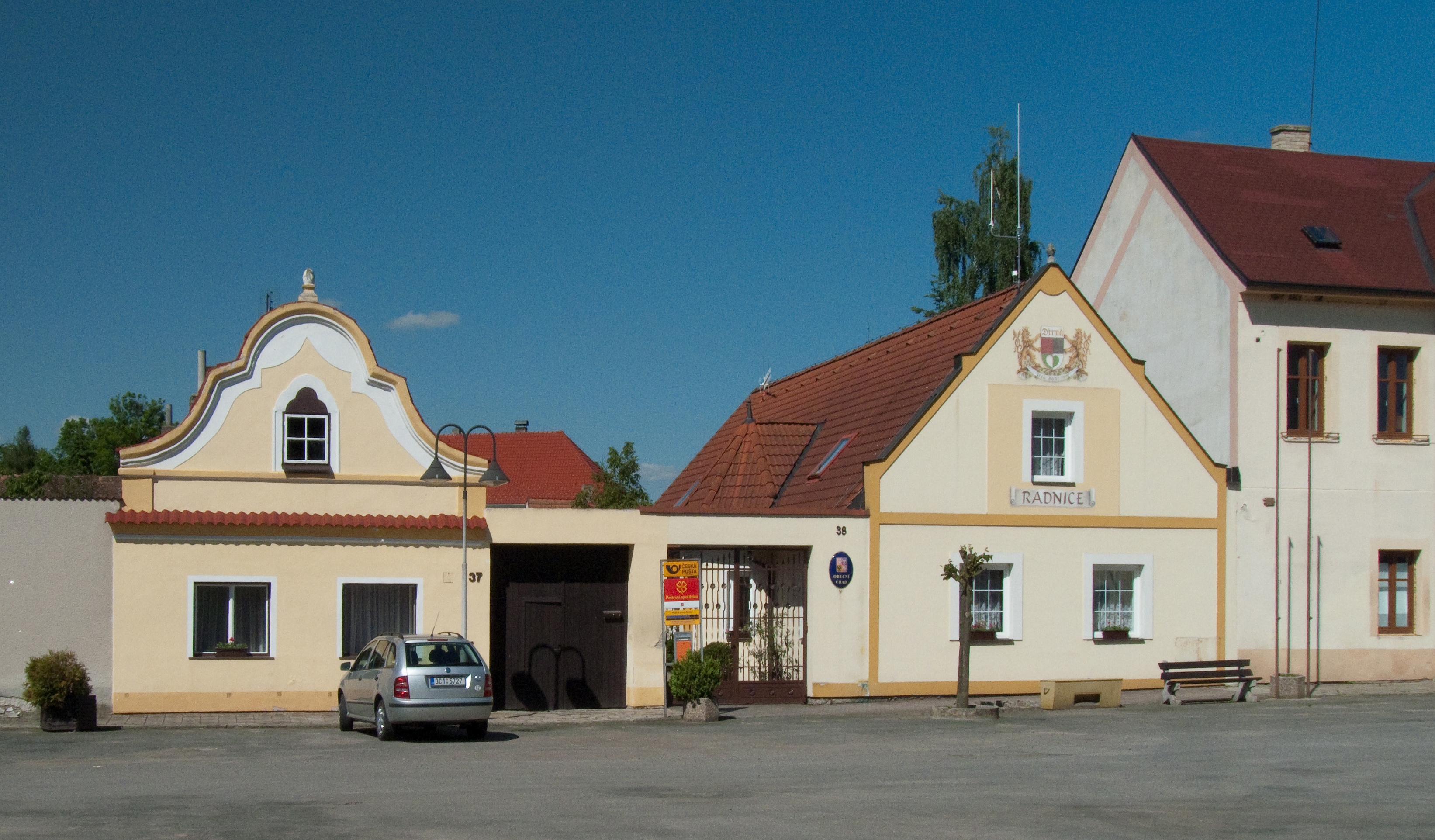
Rathaus von Dírná

Erstmals urkundlich erwähnt wurde das Dorf 1340, als sich dort die Festung der Ritter von Dírná befand. Ab 1357 befand sich der Ort im Besitz der Herren Ruth von Dírná. 1597 erwarb Wilhelm Ruth das Schloss Nová Lhota, das er zum Zentrum seiner Herrschaft machte. Barbara Ruth verkaufte Dírná 1607 an Adam Wratislaw von Mitrowitz. Die ursprüngliche Festung verschwand. Im 18. Jahrhundert errichteten die Wratislaw die barocke Villa in Dírná, die durch den in den Felsen gemeißelten Burggraben verstärkt wurde. Eine Brauerei, eine Brennerei und der englische Park befanden sich auch in der Nähe.
Auf einem kleinen Platz im Dorf befinden sich das Rathaus mit dem barocken Giebel, die gotische St. Laurentiuskirche aus dem 14. Jahrhundert und der barocke Getreidespeicher aus dem 18. Jahrhundert.

## Gemeindegliederung
Die Gemeinde Dírná besteht aus den Ortsteilen Dírná (Dirna), Lžín (Lischin), Nová Ves (Neudorf), Záříčí (Sarschitz) und Závsí (Sawis).

## Persönlichkeiten
- Maria Gräfin von Klebelsberg (* 27. März 1806), Ehefrau von Karl von Leiningen.
- Karel Mácha (* 2. Januar 1931), Geschichtsphilosoph und Anthropologe.